# Ортель-Крулевски-Первши
Ортель-Крулевски-Первши (пол. Ortel Królewski Pierwszy) — деревня в Бяльском повете Люблинского воеводства Польши. Входит в состав гмины Пищац. Находится примерно в 12 км к юго-востоку от центра города Бяла-Подляска, у реки Зелява (правый приток Кшны). По данным переписи 2011 года, в деревне проживало 536 человек, это пятый по величине населённый пункт гмины Пищац.

## История
Старая царская деревня, прежнее название — Вортель (пол. Wortel). В конце XVII в., в деревне поселилось несколько татарских семей, которым дали землю в качестве компенсации за просроченную выплату жалованья. Вблизи села находятся остатки одного из крупнейших средневековых городищ на Подлясье XI—XIV вв.
В 1975—1998 годах деревня входила в состав Бяльскоподляского воеводства.

## Храм
В деревне есть костёл, бывшая униатская церковь, ныне Церковь Богоматери Розария (пол. Kościół Matki Boskiej Różańcowej). Храм был построен стараниями преподобного Феодора Белецкого в 1706 г. на месте церкви 1660 г. как униатская церковь св. Давида и Романа. Над дверями храма до сих пор сохранилась церковнославянская надпись «по стараниям пресвитера этой церкви Феодора Белецкого плотником Назаром». Точная дата возведения униатского прихода не сохранилась. В документах говорится, что приход и храм существовали ещё в 1660 году. «Алфавитный каталог униатских храмов и часовен в Царстве Польском», сохранившийся в рукописи в библиотеке в Седльце, даёт следующее описание храма: «Церковь, ориентированная на восток, деревянная, сруб из бревна лиственницы уложен в „ласточкин хвост“, с высокой колокольной башней в центре, крытая гонтом».
В 1875 году церковь стала православной. После обретения Польшей в 1918 году независимости она была преобразована в католическую и рукоположена как приходская церковь Богоматери Розария. В 1994 году отремонтирована — крыша получила черепицу, интерьер также был отреставрирован. Кладбище при церкви, ранее униатское, затем православное, теперь католическое, было основано в XVIII веке, разбито в виде прямоугольника с главной аллеей от церкви и разделено на три неравных квадрата. Территория огорожена стеной с одними входными воротами, рядом с церковью дубовый памятник.

## Население
Демографическая структура по состоянию на 31 марта 2011 года:
|         | Всего | До трудоспособного возраста | Трудоспособного возраста | Старше трудоспособного возраста |
| ------- | ----- | --------------------------- | ------------------------ | ------------------------------- |
| Мужчины | 279   | 70                          | 175                      | 34                              |
| Женщины | 257   | 53                          | 124                      | 80                              |
| Всего   | 536   | 123                         | 299                      | 114                             |